# 布塞娜兹·叙尔梅内利
布塞娜兹·叙尔梅内利（土耳其語：Busenaz Sürmeneli，1998年5月26日—）生于布尔萨，是一名土耳其女子拳击运动员。她在童年时期便因家人工作的关系移居至特拉布宗，并在那里长大。她原先从事足球运动，并希望加入一个女子足球队。10岁时，她改练拳击，并开始爱上这项运动，在开始从事拳击运动的前五年里，她因为年龄不够只能参加一些特殊比赛。她曾在15岁时和雷杰普·塔伊普·埃尔多安见面，并向他承诺会获得奥运冠军并将奖牌献给他。2021年，她在第32届夏季奥运会上获得女子次中量级拳击金牌，并成为17年来首位获得奥运金牌的土耳其女选手，及历史上首位获得奥运拳击金牌的土耳其选手。